# کارن دوگان
کارن دوگان (انگلیسی: Karen Duggan؛ زادهٔ ۲۹ مهٔ ۱۹۹۱) بازیکن فوتبال اهل جمهوری ایرلند است.

وی همچنین در تیم ملی فوتبال زنان جمهوری ایرلند بازی کرده‌است.